# Canon romano

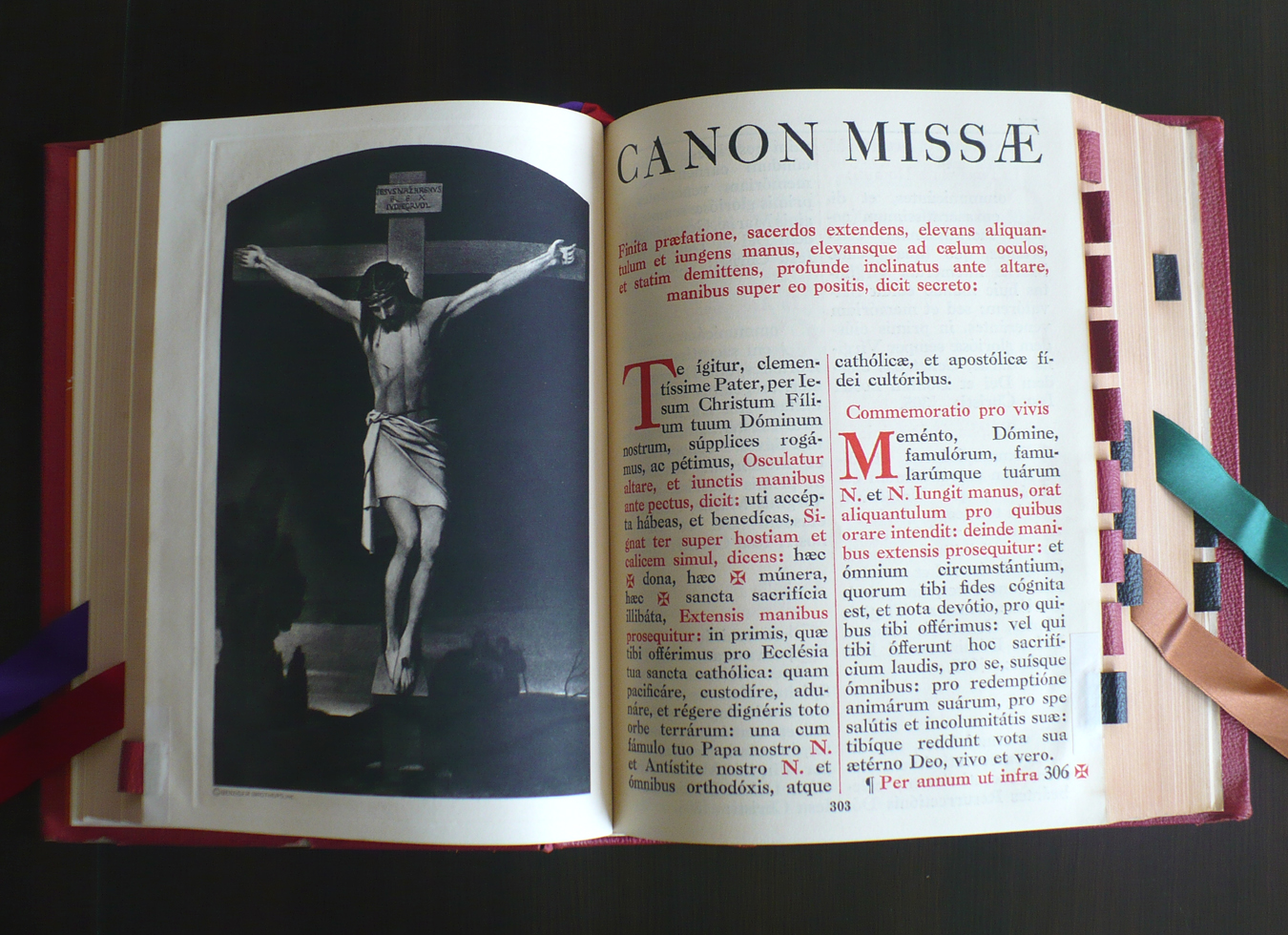
Misal romano

La Plegaria Eucarística I, o Canon Romano,  es una de las plegarias eucarísticas de la misa del rito romano, es decir, la parte central de la celebración, que contiene su parte más importante, la consagración. 
Comienza con las palabras latinas "Te igitur clementíssime Pater...", inmediatamente tras el Sanctus y, aunque en el pasado no ha existido total acuerdo sobre esto, se considera actualmente que finaliza antes de la recitación del Padre Nuestro con las palabras de su doxología final: "Per ipsum...".

## Significado del nombre
La palabra "canon" refiere a que se trata de una parte inmutable y regla segura de lo que se está celebrando: queda siempre invariable con excepción de las dos oraciones Communicantes y Hanc igitur', que varian en las fiestas principales del año. En el Misal denominado tridentino (las ediciones de 1570 hasta 1962) no hubo en él otra variación excepto la mención de san José añadida en 1962 para todos los días.

## Contenido y estructura
El canon de la misa está compuesto por 14 oraciones. En la forma tridentina el sacerdote celebrante lo recita por en voz baja excepto la frase Nobis quoque peccatores y la frase final Per omnia saecula saeculorum que puede ser cantada. En la forma posterior al Concilio Vaticano II se recita todo en voz alta y puede ser cantado por el sacerdote. En todas las formas la conclusión "Amén" debe ser dicha por otros: congregación entera, coro o monaguillo.
Todo el canon está dirigido y referido exclusivamente al Padre Eterno, Primera Persona de la Santísima Trinidad, a quien se eleva la plegaria de Cristo por boca del sacerdote celebrante, ofreciéndosele la continuación incruenta del único y mismo sacrificio del Cristo en la cruz, que permita alcanzar para la Iglesia y para los fieles los bienes eternos de la Redención.
Es parte esencial de la Eucaristía, que es considerada por la Iglesia católica "fuente y culmen de la vida eclesial", "el compendio y la suma de nuestra fe". Como dijo el papa Juan Pablo II, "La Iglesia vive de la Eucaristía. Esta verdad no expresa solamente una experiencia cotidiana de fe, sino que encierra en síntesis el núcleo del misterio de la Iglesia." En el Canon de la Misa tiene lugar la transubstanciación del pan y del vino en el Cuerpo y la Sangre de Cristo.